# Mark Waschke
Mark Waschke (Bochum, 10 marzo 1972) è un attore tedesco.

## Filmografia parziale

### Cinema
- Nachmittag, regia di Angela Schanelec (2007)
- Buddenbrooks, regia di Heinrich Breloer (2008)
- Unter dir die Stadt, regia di Christoph Hochhäusler (2010)
- 8:28 (8 Uhr 28), regia di Christian Alvart (2010)
- Habermann, regia di Juraj Herz (2010)
- Der Mann, der über Autos sprang, regia di Nick Baker-Monteys (2010)
- Der Brand, regia di Brigitte Bertele (2011)
- Fenster zum Sommer, regia di Henk Handloegten (2011)
- Playoff, regia di Eran Riklis (2011)
- La scelta di Barbara (Barbara), regia di Christian Petzold (2012)
- &Me, regia di Norbert ter Hall (2013)
- Zum Geburtstag, regia di Denis Dercourt (2013)
- Milyy Khans, dorogoy Pyotr, regia di Aleksandr Mindadze (2015)
- Shelter, regia di Eran Riklis (2017)
- Was uns nicht umbringt, regia di Sandra Nettelbeck (2018)
- La vita nascosta - Hidden Life (A Hidden Life), regia di Terrence Malick (2019)
- Human Factors, regia di Ronny Trocker (2021)
- Die drei ??? - Erbe des Drachen, regia di Tim Dünschede (2023)

### Televisione
- Für alle Fälle Stefanie - serie TV, 3 episodi (1997-1998)
- Ein spätes Mädchen - film TV (2007)
- Entführt - film TV (2009)
- Sechzehneichen - film TV (2012)
- Es ist alles in Ordnung - film TV (2014)
- Die Seelen im Feuer - film TV (2014)
- Ein Mann unter Verdacht - film TV (2016)
- 8 giorni alla fine (8 Tage) - miniserie TV, 8 episodi (2019)
- Dark - serie TV, 13 episodi (2017-2020)
- Il codice da un miliardo di dollari (The Billion Dollar Code) - miniserie TV, 4 episodi (2021)
- Tatort - serie TV, 24 episodi (2009-2024)